# Віагранде
Віагранде, Віаґранде (італ. Viagrande, сиц. Varanni) — муніципалітет в Італії, у регіоні Сицилія, метрополійне місто Катанія.
Віагранде розташоване на відстані близько 530 км на південний схід від Рима, 165 км на схід від Палермо, 12 км на північ від Катанії.
Населення — 8473 особи (2014).
Щорічний фестиваль відбувається 15 січня. Покровитель — San Mauro.

## Демографія
Населення за роками:

Станом на 1 січня 2023 року в муніципалітеті офіційно проживав 221 іноземець з 36 країн, серед них 41 громадянин країн Євросоюзу та 9 громадян України.

## Сусідні муніципалітети
- Ачі-Бонаккорсі
- Ачі-Сант'Антоніо
- Сан-Джованні-ла-Пунта
- Трекастаньї
- Цафферана-Етнеа